# Merryville
Merryville é uma cidade  localizada no estado americano de Luisiana, na Paróquia de Beauregard.

## Demografia
Segundo o censo americano de 2000, a sua população era de 1126 habitantes.
Em 2006, foi estimada uma população de 1182, um aumento de 56 (5.0%).

## Geografia
De acordo com o United States Census Bureau tem uma área de
21,1 km², dos quais 21,1 km² cobertos por terra e 0,0 km² cobertos por água.

## Localidades na vizinhança
O diagrama seguinte representa as localidades num raio de 36 km ao redor de Merryville.